# Yalı
Yalı är en typ av osmanska bostadshus byggde i direkt anslutning till vattnet som kantar stränderna längs Bosporen. Husen uppfördes från början som sommarhus. De flesta bevarade husen är från 1800-talet men det finns enstaka äldre hus bevarade. Den äldsta yalın finns på den asiatiska sidan, vid Kanlıca, och härstammar från 1699.

## Bilder

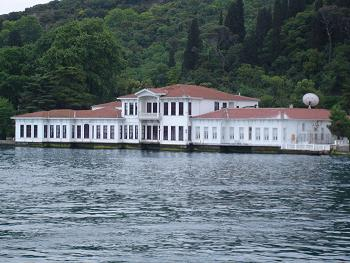
Kıbrıslı Mehmed Emin Pasha Yalı
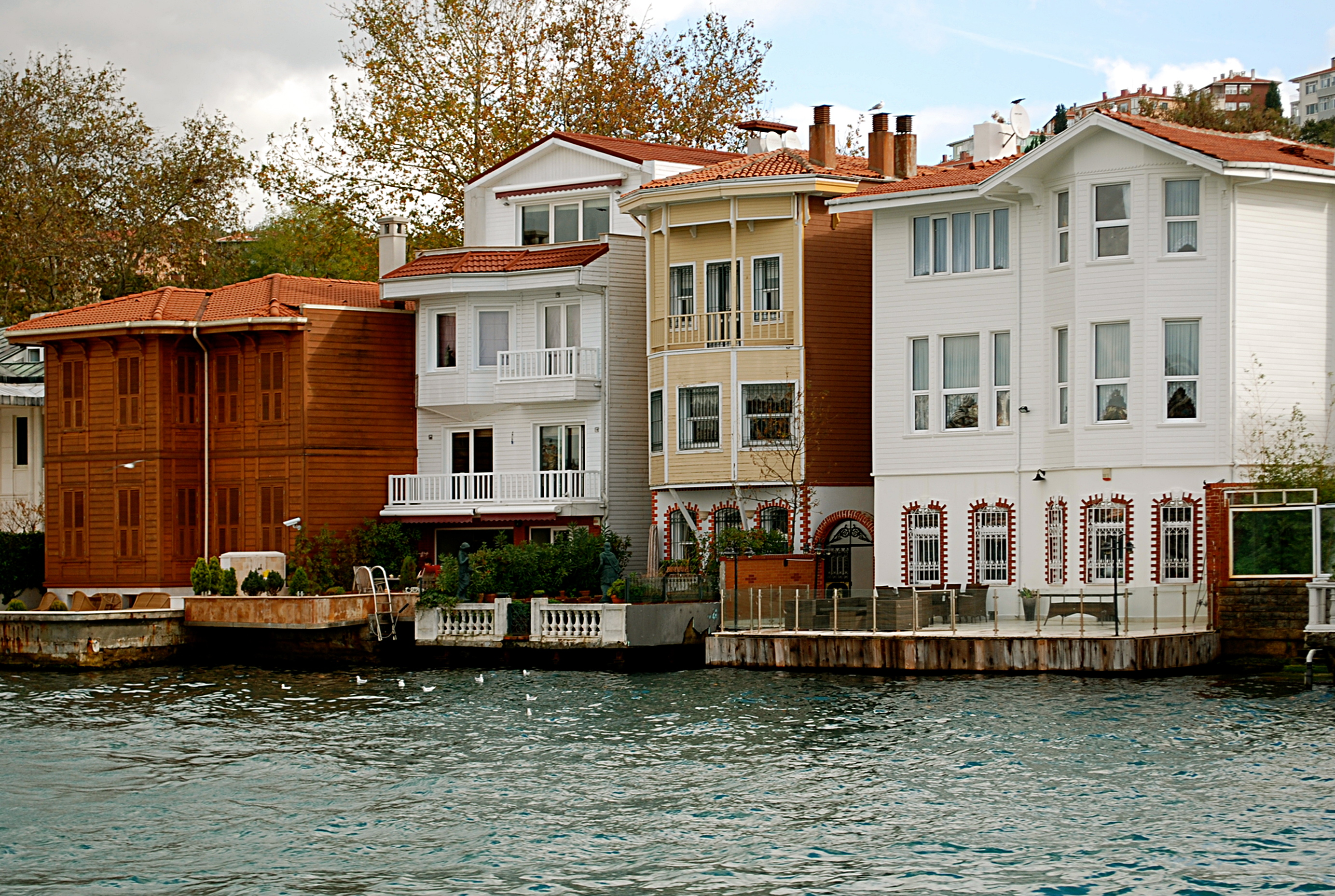
Hus vid Kanlıca